# Иоганн III (маркграф Бранденбурга)
Иоганн III Пражский (нем. Johann III., „der Prager“; 1244 — 8 апреля 1268) — маркграф Бранденбург-Зальцведельский.
Иоганн был старшим сыном маркграфа Бранденбурга Оттона III и Беатрисы (Божены) Богемской. После смерти отца в 1267 году Иоганн стал править своей половиной Бранденбурга (отец в 1266 году разделил маркграфство с братом Иоганном I) вместе с братьями Оттоном V, Альбрехтом III и Оттоном VI. Однако уже в 1268 году он погиб на турнире.
Иоганн не был женат и не имел детей.